# Teruyoshi Itō
Teruyoshi Itō (japanisch 伊東 輝悦 Itō Teruyoshi; * 31. August 1974 in Shimizu (heute Shizuoka), Shizuoka) ist ein japanischer Fußballspieler.

## Karriere

### Verein
Teruyoshi Itō erlernte das Fußballspielen in der Schulmannschaft der Tokai University Shoyo Junior & Senior High School. Seinen ersten Vertrag unterschrieb er 1993 bei Shimizu S-Pulse. Mit Shimizu gewann er 1996 den J. League Cup und 2001 den Kaiserpokal. 1999 wurde er mit dem Klub Vizemeister. Den Supercup gewann er mit Shimizu 2001 und 2002. 2011 wechselte er zum Ligakonkurrenten Ventforet Kofu nach Kōfu. Ende 2011 musste er mit dem Klub den Weg in die Zweitklassigkeit antreten. Im darauffolgenden Jahr wurde man Meister der J2 League und stieg direkt wieder in die erste Liga auf. 2004 unterschrieb er in Nagano einen Zweijahresvertrag beim Drittligisten AC Nagano Parceiro. Für Nagano bestritt er elf Drittligaspiele. Die Saison 2016 spielte er beim Ligakonkurrenten Blaublitz Akita in Akita. 2017 nahm ihn der ebenfalls in der dritten Liga spielende Azul Claro Numazu aus Numazu unter Vertrag.

### Nationalmannschaft
1997 debütierte Itō für die japanische A-Nationalmannschaft. Mit dieser qualifizierte er sich erfolgreich für die Fußball-WM 1998. Itō bestritt 28 Länderspiele.

## Erfolge
Shimizu S-Pulse
- Japanischer Pokalsieger: 2001
- Japanischer Ligapokalsieger: 1996
- Japanischer Supercup-Sieger: 2001, 2002

Ventforet Kofu
- Japanischer Zweitligameister: 2012  ▲

## Auszeichnungen
- J. League Best Eleven: 1999
- J. League Fairplay-Preis: 2007